# شركة الصالحية العقارية
شركة الصالحية العقارية هي شركة كويتية مساهمة تأسست عام 1974 تمتلك الشركة العديد من المشاريع في الكويت والخارج مثل مجمع الصالحية التجاري وبرج الراية 2 الذي يقع ضمن مجمع الراية الذي يضم أيضا فندق كورتيارد ماريوت وكذلك مجمع ترافورد بارك بمانشستر المملكة المتحدة والذي يضم مكاتب و وحدات تخزين.
وفي 11 ديسمبر 2023، أعلنت الشركة توقيع عقد ابتدائي لشراء عقارات مجمع أنوار الصباح بمدينة الكويت بقيمة 70 مليون دينار.

## وصلات خارجية
- الموقع الرسمي للشركة